# 中国农业科学院蔬菜花卉研究所
中国农业科学院蔬菜花卉研究所是中华人民共和国的一所蔬菜、花卉研究机构，是中国农业科学院直属事业单位。